# Zyklon Hellen
Zyklon Hellen, amtlich Very Intense Tropical Cyclone Hellen bzw. Cyclon tropical très intense Hellen war der stärkste tropische Wirbelsturm in der Straße von Mosambik seit Beginn der Satellitenwetterbeobachtung.

## Sturmverlauf

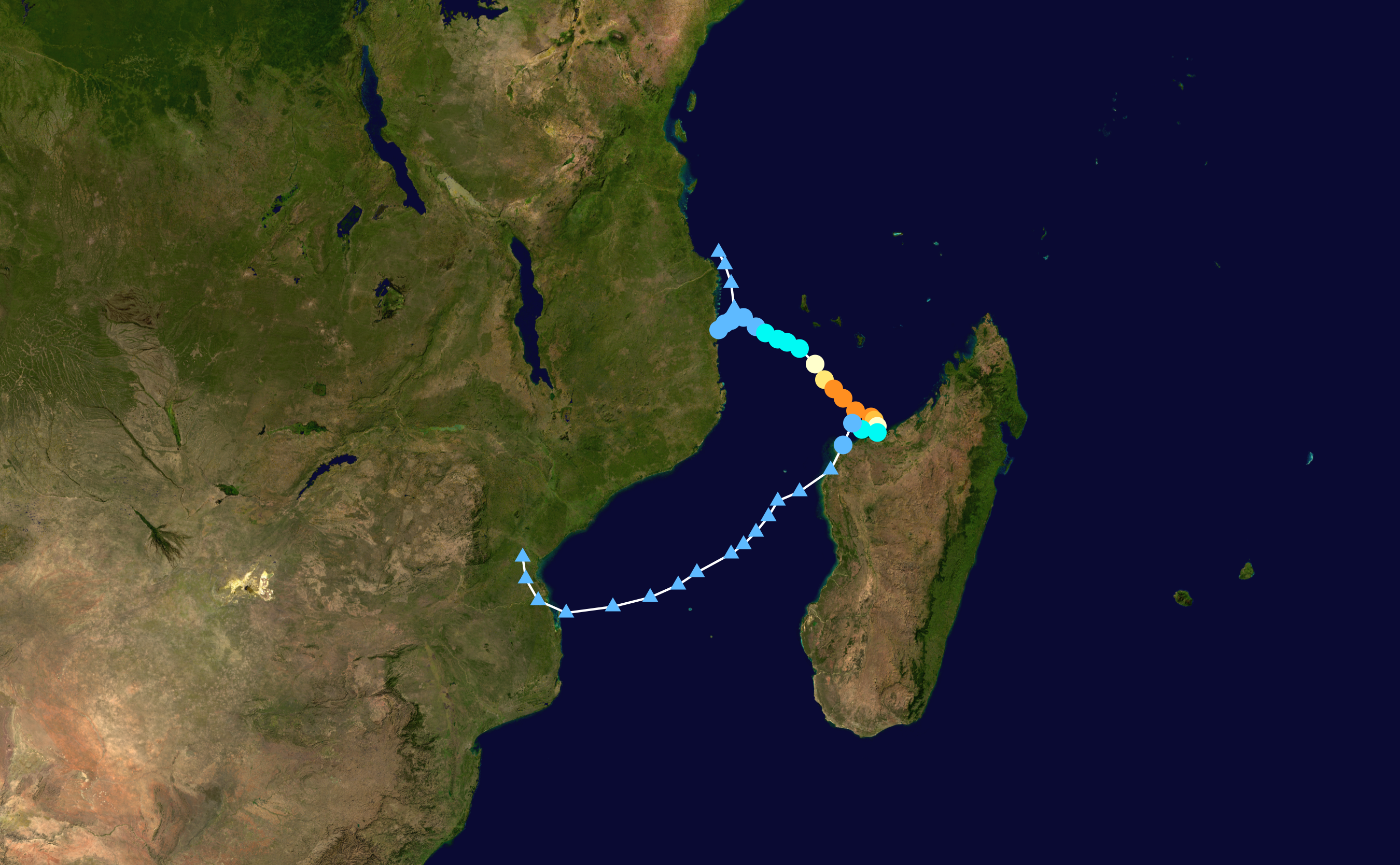
Zugbahn von Zyklon Hellen

Am 25. März begann ein schwaches Tiefdruckgebiet, das von einer unsteten, ausgedehnten atmosphärischen Konvektion begleitet wurde, sich über Mosambik zunehmend besser zu organisieren. Aufgrund günstiger Bedingungen und geringer Windscherung nahm die Wirbelstärke zu und wurde symmetrischer. Das System organisierte sich stetig, zog ostwärts und gelangte am 26. März über das warme Wasser in der Straße von Mosambik. Obwohl die Nähe zum Festland die tropische Zyklogenese zunächst behindert, unterstützte eine stärkere Ausströmung die Entwicklung der Konvektion, als das System vor der Küste in der Nähe der Grenze zwischen Mosambik und Tansania lag. Da die Wasseroberflächentemperaturen in der vorhergesagten Zugbahn hoch waren, ging das Joint Typhoon Warning Center von einer weiteren Intensivierung aus und gab am 26. März um 20:00 Uhr UTC einen Tropical Cyclone Formation Alert aus. Das Tiefdruckgebiet zog am 27. März von der Küste weg und das Regional Specialized Meteorological Center Météo-France in La Réunion klassifizierte es als Störung 14. Die Störung driftete weiter in östlicher Richtung und bildete an ihrer Ostseite deutliche Bandstrukturen; dieses Regenband störte allerdings den bodennahen Einfluss warmer, feuchter Luft und unterdrückte die Konvektion über dem Zirkulationszentrum.
Die Konvektion begann sich zwar im Laufe des 28. März in einen Central Dense Overcast zu konsolidieren – das ist eine Decke aus Cirruswolken über dem Zentrum eines tropischen Wirbelsturms –, doch führte die Behinderung des bodennahen Einflusses weiterhin die Entwicklung des Sturms. Météo-France stellte zu dem Zeitpunkt fest, dass trotz der Vorhersage, der Sturm würde als mäßiger tropischer Sturm mit 75 km/h seinen Höhepunkt erreichen, die Möglichkeit einer rapiden Intensivierung bestehe, weil der Sturm eine relativ geringe Größe habe. Im Gegensatz dazu ging das JTWC davon aus, dass Landnähe und trockene Luftmassen in mittlerer Höhe eine signifikante Entwicklung verhindern würden. Weiter von der Küste entfernt in der Straße von Mosambik organisierte sich das System besser, und das JTWC begann mit der Ausgabe von Sturmwarnungen zum Tropischen Zyklon 21S. Météo-France verfuhr um 00:00 Uhr UTC am 29. März genauso und klassifizierte das System zu dem Zeitpunkt als mäßigen tropischen Sturm. Das Sturmwarnzentrum in Madagaskar gab dem Sturm dann den Namen Hellen. Hellen nahm dann eine ostsüdöstliche Zugrichtung auf Madagaskar zu an, weil sich nordöstlich ein Hochdruckrücken bildete. Im Laufe des 29. März intensivierte sich der Sturm und auf AMSU-Satellitenbildern wurde ein Auge sichtbar.
In der zweiten Tageshälfte des 29. März und am 30. März intensivierte sich Hellen rapide bis explosiv, mit einer Geschwindigkeit die von Météo-France als „verblüffend“ bezeichnet wurde. Bänder mit tiefer Konvektion bildeten sich um ein zerklüftetes Auge, doch zog sich dieses rasch zu einem stecknadenkopfförmigen Auge zusammen, weswegen Météo-France Hellen um 0:00 Uhr UTC am 30. März zu einem tropischen Zyklon mit geschätzten Windgeschwindigkeiten hochstufte. Sechs stunden später stufte das RSMC den Zyklon mit andauernden zehnminütigen Windgeschwindigkeiten von 195 km/h zu einem intensiven tropischen Zyklon hoch und schließlich zum sehr intensiven tropischen Zyklon.

## Vorbereitungen und Auswirkungen
Zwar blieb das Zentrum des Zyklons südlich von Mayotte, doch setzten die zuständigen Behörden wegen der Möglichkeit von Orkanböen dort die Warnstufe „orange“. Die Insel wurde schließlich nur von den Ausläufern des Sturms getroffen, die sich mit Starkregen und Sturmböen auswirkten.

## Belege
1. ↑  Joint Typhoon Warning Center: Significant Tropical Weather Outlook for the Indian Ocean. National Oceanic and Atmospheric Administration, 25. März 2014, ehemals im Original (nicht mehr online verfügbar); abgerufen am 31. März 2014 (englisch). (Seite nicht mehr abrufbar. Suche in Webarchiven)  Info: Der Link wurde automatisch als defekt markiert. Bitte prüfe den Link gemäß Anleitung und entferne dann diesen Hinweis.
2. ↑  Joint Typhoon Warning Center: Significant Tropical Weather Outlook for the Indian Ocean. National Oceanic and Atmospheric Administration, 26. März 2014, ehemals im Original (nicht mehr online verfügbar); abgerufen am 31. März 2014 (englisch). (Seite nicht mehr abrufbar. Suche in Webarchiven)  Info: Der Link wurde automatisch als defekt markiert. Bitte prüfe den Link gemäß Anleitung und entferne dann diesen Hinweis.
3. ↑  Joint Typhoon Warning Center: Tropical Cyclone Formation Alert. National Oceanic and Atmospheric Administration, 26. März 2014, ehemals im Original (nicht mehr online verfügbar); abgerufen am 31. März 2014 (englisch). (Seite nicht mehr abrufbar. Suche in Webarchiven)  Info: Der Link wurde automatisch als defekt markiert. Bitte prüfe den Link gemäß Anleitung und entferne dann diesen Hinweis.
4. ↑  Météo-France: Disturbance 14 Warning 001. National Oceanic and Atmospheric Administration, 27. März 2014, ehemals im Original (nicht mehr online verfügbar); abgerufen am 31. März 2014 (englisch). (Seite nicht mehr abrufbar. Suche in Webarchiven)  Info: Der Link wurde automatisch als defekt markiert. Bitte prüfe den Link gemäß Anleitung und entferne dann diesen Hinweis.
5. ↑  Météo-France: Tropical Disturbance 14 Forecast Warning 002. National Oceanic and Atmospheric Administration, 28. März 2014, ehemals im Original (nicht mehr online verfügbar); abgerufen am 31. März 2014 (englisch). (Seite nicht mehr abrufbar. Suche in Webarchiven)  Info: Der Link wurde automatisch als defekt markiert. Bitte prüfe den Link gemäß Anleitung und entferne dann diesen Hinweis.
6. ↑  Météo-France: Tropical Disturbance 14 Forecast Warning 004. National Oceanic and Atmospheric Administration, 28. März 2014, ehemals im Original (nicht mehr online verfügbar); abgerufen am 31. März 2014 (englisch). (Seite nicht mehr abrufbar. Suche in Webarchiven)  Info: Der Link wurde automatisch als defekt markiert. Bitte prüfe den Link gemäß Anleitung und entferne dann diesen Hinweis.
7. ↑  Joint Typhoon Warning Center: Tropical Cyclone 21S (Twenty-One) Warning NR 001. National Oceanic and Atmospheric Administration, 28. März 2014, ehemals im Original (nicht mehr online verfügbar); abgerufen am 30. März 2014. (Seite nicht mehr abrufbar. Suche in Webarchiven)  Info: Der Link wurde automatisch als defekt markiert. Bitte prüfe den Link gemäß Anleitung und entferne dann diesen Hinweis.
8. ↑  Météo-France: Moderate Tropical Storm 14 (Hellen) Forecast Warning 005. National Oceanic and Atmospheric Administration, 29. März 2014, ehemals im Original (nicht mehr online verfügbar); abgerufen am 31. März 2014 (englisch). (Seite nicht mehr abrufbar. Suche in Webarchiven)  Info: Der Link wurde automatisch als defekt markiert. Bitte prüfe den Link gemäß Anleitung und entferne dann diesen Hinweis.
9. ↑  Météo-France: Moderate Tropical Storm 14 (Hellen) Forecast Warning 007. National Oceanic and Atmospheric Administration, 29. März 2014, ehemals im Original (nicht mehr online verfügbar); abgerufen am 31. März 2014 (englisch). (Seite nicht mehr abrufbar. Suche in Webarchiven)  Info: Der Link wurde automatisch als defekt markiert. Bitte prüfe den Link gemäß Anleitung und entferne dann diesen Hinweis.
10. 1 2  Météo-France: Intense Tropical Cyclone 14 (Hellen) Forecast Warning 010. National Oceanic and Atmospheric Administration, 30. März 2014, ehemals im Original (nicht mehr online verfügbar); abgerufen am 31. März 2014. (Seite nicht mehr abrufbar. Suche in Webarchiven)  Info: Der Link wurde automatisch als defekt markiert. Bitte prüfe den Link gemäß Anleitung und entferne dann diesen Hinweis.
11. ↑  Joint Typhoon Warning Center: Tropical Cyclone 21S (Hellen) Warning NR 004. National Oceanic and Atmospheric Administration, 30. März 2014, ehemals im Original (nicht mehr online verfügbar); abgerufen am 31. März 2014 (englisch). (Seite nicht mehr abrufbar. Suche in Webarchiven)  Info: Der Link wurde automatisch als defekt markiert. Bitte prüfe den Link gemäß Anleitung und entferne dann diesen Hinweis.
12. ↑  Météo-France: Tropical Cyclone 14 (Hellen) Forecast Warning 009. National Oceanic and Atmospheric Administration, 30. März 2014, ehemals im Original (nicht mehr online verfügbar); abgerufen am 31. März 2014 (englisch). (Seite nicht mehr abrufbar. Suche in Webarchiven)  Info: Der Link wurde automatisch als defekt markiert. Bitte prüfe den Link gemäß Anleitung und entferne dann diesen Hinweis.
13. ↑  Agence France-Presse:  Mayotte : le cyclone Hellen s'éloigne, mais l'alerte reste en vigueur, Le Parisien, 30. März 2014. Abgerufen am 31. März 2014 (französisch).
14. ↑  Bureau of Meteorology, Météo-France: International Best Track Archive for Climate Stewardship: Southern Indian Ocean (HURDAT format). In: National Climatic Data Center. National Oceanic and Atmospheric Administration, 2014, abgerufen am 30. März 2014 (englisch).